# 朱延熙
朱延熙，安徽太湖縣（今安徽省太湖縣）人，清朝政治人物、進士出身。
同治元年，鄉試中舉；光緒十二年，登進士。同年五月，改翰林院庶吉士。光緒十五年四月，散館，授翰林院編修。光緒十六年，任國史館協修。光緒二十年，任國史館撰文。次年，任國史館纂修。光緒二十四年，改大學堂分教習。光緒二十六年，任功臣館纂修、文淵閣校理。光緒二十八年，任國史館總纂。同年任編書纂修、陝西鄉試正考官、湖北武昌鹽法道。